# Episodi di Jams (quarta stagione)
La quarta stagione di Jams è stata trasmessa dal 7 marzo al 1 aprile 2022 sul canale Rai Gulp.
| nº | Titolo                            | Prima TV      |
| -- | --------------------------------- | ------------- |
| 1  | Voglia di diventare grandi        | 7 marzo 2022  |
| 2  | Svuota la mente                   | 8 marzo 2022  |
| 3  | I WANT YOU                        | 9 marzo 2022  |
| 4  | Mettiti nei miei panni            | 10 marzo 2022 |
| 5  | Il mondo è nostro                 | 11 marzo 2022 |
| 6  | Niente cambia se non cambi niente | 14 marzo 2022 |
| 7  | Meglio tutti insieme              | 15 marzo 2022 |
| 8  | Una persona importante            | 16 marzo 2022 |
| 9  | Principi e principianti           | 17 marzo 2022 |
| 10 | Senza fiato                       | 18 marzo 2022 |
| 11 | Sparring partner                  | 21 marzo 2022 |
| 12 | Una giornata no                   | 22 marzo 2022 |
| 13 | L'appuntamento                    | 23 marzo 2022 |
| 14 | Devo dirti una cosa               | 24 marzo 2022 |
| 15 | L'amicizia è una giostra          | 25 marzo 2022 |
| 16 | Il torneo                         | 28 marzo 2022 |
| 17 | Il posto più bello del mondo      | 29 marzo 2022 |
| 18 | La scuola è...                    | 30 marzo 2022 |
| 19 | Un bravo ragazzo                  | 31 marzo 2022 |
| 20 | L'alba                            | 1 aprile 2022 |